# Kepler-35b
Kepler-35b (także Kepler-35 (AB) b, KIC 9837578 b lub KOI-2937.02) – egzoplaneta orbitująca wokół układu binarnego Kepler-35 (AB). Jest to gazowy olbrzym o niskiej gęstości i obiega swoją gwiazdę w ciągu 131 dni. Planeta znajduje się w odległości około 5400 lat świetlnych od Ziemi.

## Odkrycie
Kepler-35b odkryto metodą tranzytową w 2012 przez Kosmiczny Teleskop Keplera wraz z planetą Kepler-34 (AB) b. Oznaczenie "Kepler-35 (AB) b" wskazuje, że jest to pierwsza planeta okrążająca układ podwójny Kepler-35 (AB), który jest trzydziestym piątym układem odkrytym w ramach programu Kepler i krąży wokół obu składników tego układu.

## Charakterystyka
Masa planety wynosi około 40,4 M⊕, a jej promień wynosi około 7,98 R⊕. Jest to gazowy olbrzym o niskiej gęstości (~0,41 g/cm³) i jedyna znana nam planeta okrążająca układ Kepler-35 składający się z dwóch gwiazd mniej masywnych od Słońca. Okrąża ona oba składniki gwiazdy podwójnej, więc jest to planeta okołopodwójna, a z powodu orbitalnego ruchu gwiazd tego układu, planeta doświadcza dużych zmian w ilości promieniowania, jakie trafia na powierzchnię.
Niewielka odległość planety od gwiazd układu Kepler-35, jak i ekscentryczność orbity gwiazd tego układu podwójnego, oraz fakt, że gwiazdy te mają podobne masy, powoduje to, że orbita planety znacząco odbiega od orbity keplerowskiej. Badania sugerują, że planeta musiała zostać uformowana dalej niż na swojej obecnej orbicie, w rejonie bardziej sprzyjającym akrecji materii i później migrować na orbitę bliższą gwiazdy, np. poprzez migrację typu I lub typu II. Orbita planety zwiększyła swoją ekscentryczność w związku z interakcją ze szczątkami okołopodwójnego dysku protoplanetarnego oraz układem binarnym gwiazd, gdzie dysk protoplanetarny wywołuje większe zmiany w mimośrodzie orbity.
Symulacje numeryczne formacji układu planetarnego Kepler-35 wykazały, że uformowanie się dodatkowych planet skalistych w ekosferze jest wysoce prawdopodobne, oraz że orbity tych planet mogłyby być stabilne.
Planeta znajduje się w gwiazdozbiorze Łabędzia i jest oddalona o 1645 ± 43 pc od Ziemi.
| Jowisz | Kepler-35b |
| ------ | ---------- |
|        |            |